# ウォルフ・キッシュナー還元
ウォルフ・キッシュナー還元（ウォルフ・キッシュナーかんげん、英語: Wolff–Kishner reduction）はケトンやアルデヒドのカルボニル基をヒドラジンによって還元してメチレン基にする化学反応のことである。
1911年にロシアのニコライ・キッシュナー、1912年にプファルツのルートヴィヒ・ヴォルフによって独立に発見された。原報はカルボニル化合物をヒドラジンと反応させてヒドラゾンとした後、塩基とともに封管中で加熱融解するというかなり厳しい反応条件であったが、1946年に黄鳴竜（ファン・ミンロン、Huang—Minlon）によってカルボニル化合物とヒドラジン水和物をエチレングリコール中で水酸化カリウムを触媒としてヒドラゾンを単離することなく反応させる改良法が報告された。また溶媒としてジメチルスルホキシドを使用すると室温付近の温和な条件でも反応が進行するという改良法も報告されている。
反応機構はヒドラジンとカルボニル化合物が反応して生成したヒドラゾン(R2C=N-NH2)が塩基により異性化してジアゼン(R2CH-N=NH)となった後、塩基により窒素上のプロトンが引き抜かれて窒素分子が脱離するフラグメンテーションが起こり、生じたカルバニオンがプロトン化されてメチレン基に還元された生成物が得られるというものである。
ヒドラジン誘導体であるセミカルバジドも同様の反応を起こす。